# Ezelpoort (straat)
De Ezelpoort is een straat in Brugge.

## Beschrijving
De Ezelpoort staat er al van in de 13de eeuw, maar de halvemaanvormige rij huizen aan de oostzijde ervan, rond een plantsoen, dateert pas van na de Eerste Wereldoorlog en kwam er als afsluiting langs die kant van de urbanisatie bekend onder de naam Stübbenkwartier. De straatnaam werd er in 1924 aan gegeven.
De straat loopt van de Koningin Elisabethlaan naar de Werfstraat en de Scheepsdalelaan.

## Literatuur

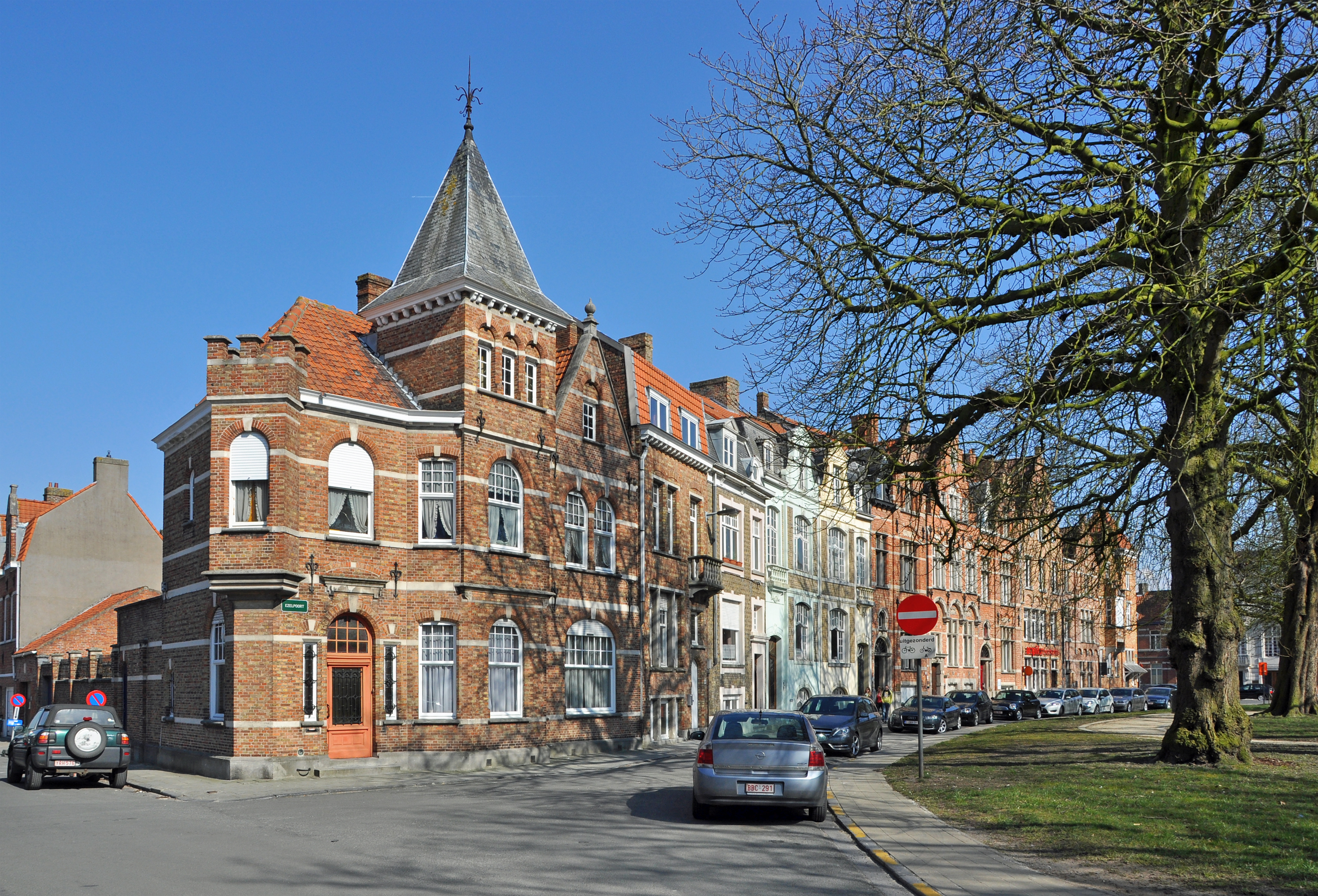
De Ezelpoort (straat), kant Werfstraat